# بيلافيستا (جبل)
بيلافيستا (بالإنجليزية: Bellavista (mountain))‏ هو أحد جبال سلسلة سلسلة بيرنينا وجزء من القمة الأم Piz Argient يقع في إيطاليا وسويسرا. يبلغ ارتفاع الجبل حوالي 3922 متر، بينما يبلغ ارتفاع نتوء الجبل 82 متر، وقد سجل أول وصول لقمة الجبل عام 1868.